# Moto Guzzi Motoleggere-serie
De Moto Guzzi Motoleggere waren zeer lichte motorfietsen die door Moto Guzzi op de markt werd gebracht tussen 1946 en 1965. Het eerste model heette "Motoleggera 65". Het was mogelijk nog bekender onder de bijnaam "Guzzino". Intussen hadden bijna alle modellen van Moto Guzzi de namen van vogels gekregen, en daarom werd in 1954 de naam veranderd in "Cardellino", wat "putter" betekent.

## Voorgeschiedenis
Vlak vóór en tijdens de Tweede Wereldoorlog was benzine schaars, en ontstond er behoefte aan lichte, zuinige vervoermiddelen. Tegen het einde van de oorlog was men bij Moto Guzzi al bezig twee van deze modellen te ontwikkelen: een 125 cc tweetakt clip-on motor, de Colibrì en een viertakt prototype motorfiets. Beiden haalden de productiefase niet. Na de oorlog gingen allerlei fabrikanten hulpmotoren en lichte motorfietsjes produceren, en Moto Guzzi kon daarbij niet achterblijven. Daarbij was ook van belang dat in Italië motorfietsen tot 125 cc geen kenteken hoefden te voeren.

## Motoleggera 65
De Colibrì was al door Antonio Micucci ontwikkeld, en hij gebruikte techniek van dit prototype om zijn Motoleggera (lichte motorfiets) te ontwerpen. Hoewel het machientje zo goedkoop mogelijk moest worden, was er toch achtervering aan boord. Door de enorme inflatie na de oorlog kostte de Motoleggera 159.000 Italiaanse lire. Ter vergelijking: de 250 cc Airone kostte in 1939 6.200 lire. In de loop van de jaren daalde de prijs van de Motoleggera naar 107.000 lire. Toch liep de verkoop uitstekend: in 1949 waren er al 50.000 exemplaren verkocht. In 1949 organiseerde Moto Guzzi een internationaal motortreffen voor "Guzzino" bezitters. Er kwamen meer dan 14.000 mensen en 12.660 motorfietsjes. In hetzelfde jaar reden 25 scouts van Milaan naar Oslo en terug om daar aan het Noorse Motoleggera-treffen deel te nemen (volgens Mario Colombo in zijn boek "Moto Guzzi" een afstand van 8.000 kilometer, wat betekent dat ze om de Oostzee heen zijn gereden, via Zwitserland, Oostenrijk, Tsjecho-Slowakije, Polen, de Sovjet-Unie, Finland en Zweden). In 1954 werd de machine licht gewijzigd en toen veranderde de naam in "Cardellino" (putter), een logische verandering, want Moto Guzzi had al vanaf 1939 de meeste modellen een vogelnaam gegeven.

### Motor
De Motoleggera had een eencilinder tweetaktmotor, die op drie punten aan het frame geschroefd was. De cilinder helde 30° omhoog. Zowel de cilinder als de cilinderkop waren aanvankelijk van aluminium, maar in 1953 werden ze wegens kostenbesparing vervangen door gietijzeren exemplaren. Toen kreeg de machine ook een eenvoudiger carburateur. Het carter bestond uit twee delen en de krukas uit drie delen met de primaire aandrijving aan de rechterkant en het vliegwiel links. Op de krukas zat aan de linkerkant een buis die aansloot op de carburateur en de krukas zelf, die daardoor als roterende inlaat fungeerde, een principe dat van de Colibrì stamde.

### Aandrijflijn
De primaire aandrijving werd, zoals bij elke Moto Guzzi al van 1920 was gebeurd, door tandwielen verzorgd. Zoals gewoonlijk had de machine een meervoudige natte platenkoppeling. Er was een constant-mesh versnellingsbak met drie versnellingen, die met een pook naast de tank werden geschakeld. De secundaire aandrijving verliep via een ketting.

### Rijwielgedeelte
De Motoleggera had een brugframe dat eigenlijk slechts bestond uit een enkele, 50 mm dikke buis die van het balhoofd onder een hoek van 45° omlaag naar het swingarmlager liep. De swingarm én de parallellogramvork waren van plaatstaal gemaakt. De achtervering bestond uit twee kleine schroefveertjes die boven het swingarmlager onder het zweefzadel lagen. Demping was er niet. De stalen spaakwielen hadden banden van 26" × 1¾, een maat die eigenlijk voor bakfietsen bedoeld was, maar die in de naoorlogstijd beter te krijgen was, omdat banden toen nog gerantsoeneerd waren. Er waren twee simplexremmen toegepast. In 1949 werd een iets sterkere swingarm aangebracht.

## Cardellino 65
De Cardellino 65 uit 1954 was eigenlijk niet veel anders dan de Motoleggera, maar omdat het sinds 1951 weer verplicht was een kenteken te voeren op lichte motorfietsen, gingen klanten uitkijken naar steeds zwaardere modellen. Moto Guzzi probeerde de lichte modellen interessant te houden door de prijs te drukken. Door cosmetische veranderingen kreeg de machine een wat robuuster en sportiever uiterlijk. De wielen kregen een meer normale diameter van 20 inch.
Door een frictiedemper op de swingarm te zetten kon ook makkelijker een duopassagier worden meegenomen. In 1956 kreeg de Cardellino een telescoopvork en de spatborden werden iets "voller".

## Cardellino 73 Lusso en Turismo
In 1958 verschenen de sport (Lusso) en de toer (Turismo) versie met een nieuwe 73 cc motor. Die kreeg ook voetschakeling. De swingarm werd was slanker en de Lusso had een sportief duozadel, terwijl de Turismo een zweefzadel had.

## Cardellino 83
In 1962 werd de motor opnieuw vergroot, ditmaal tot 83 cc. De frictiedempers en schroefveren op de achtervork werden vervangen door hydraulische gedempte schokdempers. De tank en het gereedschapskastje kregen een nieuwe vorm.

## Snelheidsrecords
Moto Guzzi gebruikte de Motoleggera ook voor snelheidsrecords. In 1948 werd een gedeeltelijk gestroomlijnde 73 cc Motoleggera gebruikt op de weg van Saxon naar Charrat (in Zwitserland) en op de snelle kombaan van het Autodromo di Monza. Raffaele Alberti, Gianni Leoni en Bruno Ruffo reden in totaal 27 nieuwe records, waaronder de vliegende kilometer met 96.051 km/h. Bij deze motorfiets, die 3,6 pk bij 6.300 tpm leverde, zat de coureur nog boven op de machine, en was vooral het onderste deel, inclusief de motor, gestroomlijnd. De handgrepen zaten aan de zijkant van de voorvork en de rijder zat geknield maar hoog op de motor. Bij latere recordpogingen op het circuit van Montlhéry (dat heel vaak voor recordpogingen werd gebruikt) werd een lage, cigaarvormige stroomlijnkuip gemonteerd. De machine zelf was nu ook veel lager, omdat de cilinder horizontaal was gelegd. Hier richtte men zich niet zozeer op topsnelheid, maar op de langere afstand: de 1.000 kilometer werd afgelegd met een gemiddelde snelheid van 105,3 km/h.

## Technische gegevens
| Moto Guzzi             | Motoleggera 65                    | Cardellino 65                                 | Cardellino 73 Lusso               | Cardellino 73 Turismo             | Cardellino 83                          |
| ---------------------- | --------------------------------- | --------------------------------------------- | --------------------------------- | --------------------------------- | -------------------------------------- |
| Periode                | 1946-1954                         | 1954-1959                                     | 1959-1962                         | 1959-1962                         | 1962-1965                              |
| Productieaantal        | 50.000 tot 1949                   | Onbekend                                      | Onbekend                          | Onbekend                          | Onbekend                               |
| Categorie              | Lichte toermotor                  | Lichte toermotor                              | Lichte toermotor                  | Lichte toermotor                  | Lichte toermotor                       |
| Motortype              | Eéncilinder tweetaktmotor         | Eéncilinder tweetaktmotor                     | Eéncilinder tweetaktmotor         | Eéncilinder tweetaktmotor         | Eéncilinder tweetaktmotor              |
| Bouwwijze              | 30° sloper                        | 30° sloper                                    | 30° sloper                        | 30° sloper                        | 30° sloper                             |
| Cilinder               | Aluminium (vanaf 1953: gietijzer) | Gietijzer                                     | Aluminium                         | Aluminium                         | Aluminium                              |
| Cilinderkop            | Aluminium (vanaf 1953: gietijzer  | Gietijzer                                     | Aluminium                         | Aluminium                         | Aluminium                              |
| Carburateur            | Dell'Orto MA 13                   | Dell'Orto MU14B2                              | Dell'Orto 14 mm                   | Dell'Orto 14 mm                   | Dell'Orto 14 mm                        |
| Ontsteking             | Marelli of Filso vliegwielmagneet | Vliegwielmagneet                              | Vliegwielmagneet                  | Vliegwielmagneet                  | Vliegwielmagneet                       |
| boring                 | 42 mm                             | 42 mm                                         | 45 mm                             | 45 mm                             | 48 mm                                  |
| slag                   | 46 mm                             | 46 mm                                         | 46 mm                             | 46 mm                             | 46 mm                                  |
| Cilinderinhoud         | 64,7 cc                           | 64,7 cc                                       | 73,2 cc                           | 73,2 cc                           | 83,2 cc                                |
| Smeersysteem           | Mengsmering 20:1                  | Mengsmering 20:1                              | Mengsmering 20:1                  | Mengsmering 20:1                  | Mengsmering 20:1                       |
| Compressieverhouding   | 5,5:1                             | 5,5:1                                         | 5,5:1                             | 5,5:1                             | 7:1                                    |
| Max. Vermogen          | 2 pk bij 5.000 tpm                | 2 pk bij 5.000 tpm                            | 2,6 pk bij 5.200 tpm              | 2,6 pk bij 5.200 tpm              | 2,9 pk bij 5.200 tpm                   |
| Topsnelheid            | ca. 50 km/h                       | ca. 55 km/h                                   | 60 km/h                           | 60 km/h                           | 65 km/h                                |
| Primaire aandrijving   | Tandwielen                        | Tandwielen                                    | Tandwielen                        | Tandwielen                        | Tandwielen                             |
| Koppeling              | Meervoudige natte platenkoppeling | Meervoudige natte platenkoppeling             | Meervoudige natte platenkoppeling | Meervoudige natte platenkoppeling | Meervoudige natte platenkoppeling      |
| Versnellingen          | 3 Handgeschakeld                  | 3 Handgeschakeld                              | 3 Voetgeschakeld                  | 3 Voetgeschakeld                  | 3 Voetgeschakeld                       |
| Secundaire aandrijving | Ketting                           | Ketting                                       | Ketting                           | Ketting                           | Ketting                                |
| frame                  | Brugframe                         | Brugframe                                     | Brugframe                         | Brugframe                         | Brugframe                              |
| Wielbasis              | 1200 mm                           | 1200 mm                                       | Cardellino 73 Lusso               | Cardellino 73 Lusso               | Cardellino 73 Lusso                    |
| Vering vóór            | parallellogramvork                | Parallellogramvork, vanaf 1956: telescoopvork | Telescoopvork                     | Telescoopvork                     | Telescoopvork                          |
| Vering achter          | Swingarm ongedempt                | Swingarm met frictiedempers                   | Swingarm met frictiedempers       | Swingarm met frictiedempers       | Swingarm met hydraulische schokdempers |
| Wielen                 | 26" × 2,75                        | 20" × 2,00                                    | 20" × 2,00                        | 20" × 2,00                        | 20" × 2,00                             |
| Banden                 | 26" × 1,75                        | 20" × 2,25                                    | 20" × 2,25                        | 20" × 2,25                        | 20" × 2,25                             |
| Rem(men)               | simplexremmen vóór en achter      | simplexremmen vóór en achter                  | simplexremmen vóór en achter      | simplexremmen vóór en achter      | simplexremmen vóór en achter           |
| Gewicht                | 45 kg                             | 45 kg                                         | 45 kg                             | 45 kg                             | 45 kg                                  |
| Tankinhoud             | 6,5 Liter                         | Onbekend                                      | Onbekend                          | Onbekend                          | Onbekend                               |
| Voorganger             | Geen                              | Motoleggere 65                                | Cardellino 65                     | Cardellino 65                     | Cardellino 73 Lusso en Turismo         |
| Opvolger               | Cardellino 65                     | Cardellino 73 Lusso en Turismo                | Cardellino 83                     | Cardellino 83                     | Geen                                   |